# Cathédrale de Königsberg
La cathédrale de Königsberg (en allemand : Königsberger Dom ; en russe : Кафедральный собор Кёнигсберга) est une cathédrale de style gothique de brique située aujourd'hui à Kaliningrad, dans l'ancienne ville de Königsberg. Elle est considérée comme l'un des bâtiments historiques les plus importants de la ville.

## Situation
La cathédrale est située sur une île de la rivière Pregel, l'île de Kant, appelée autrefois île de Kneiphof.

## Histoire

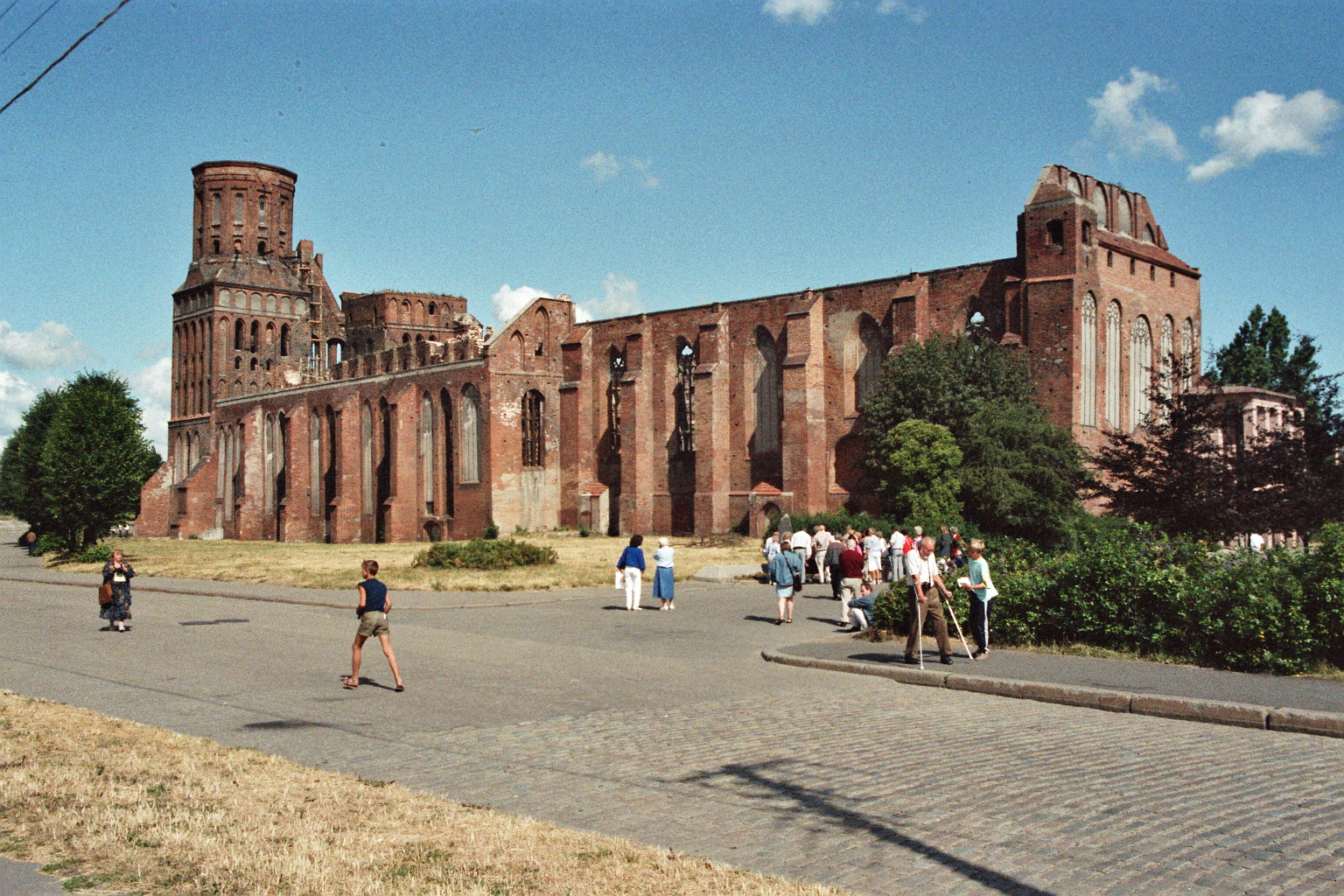
vue de la cathédrale en ruine en 1982.

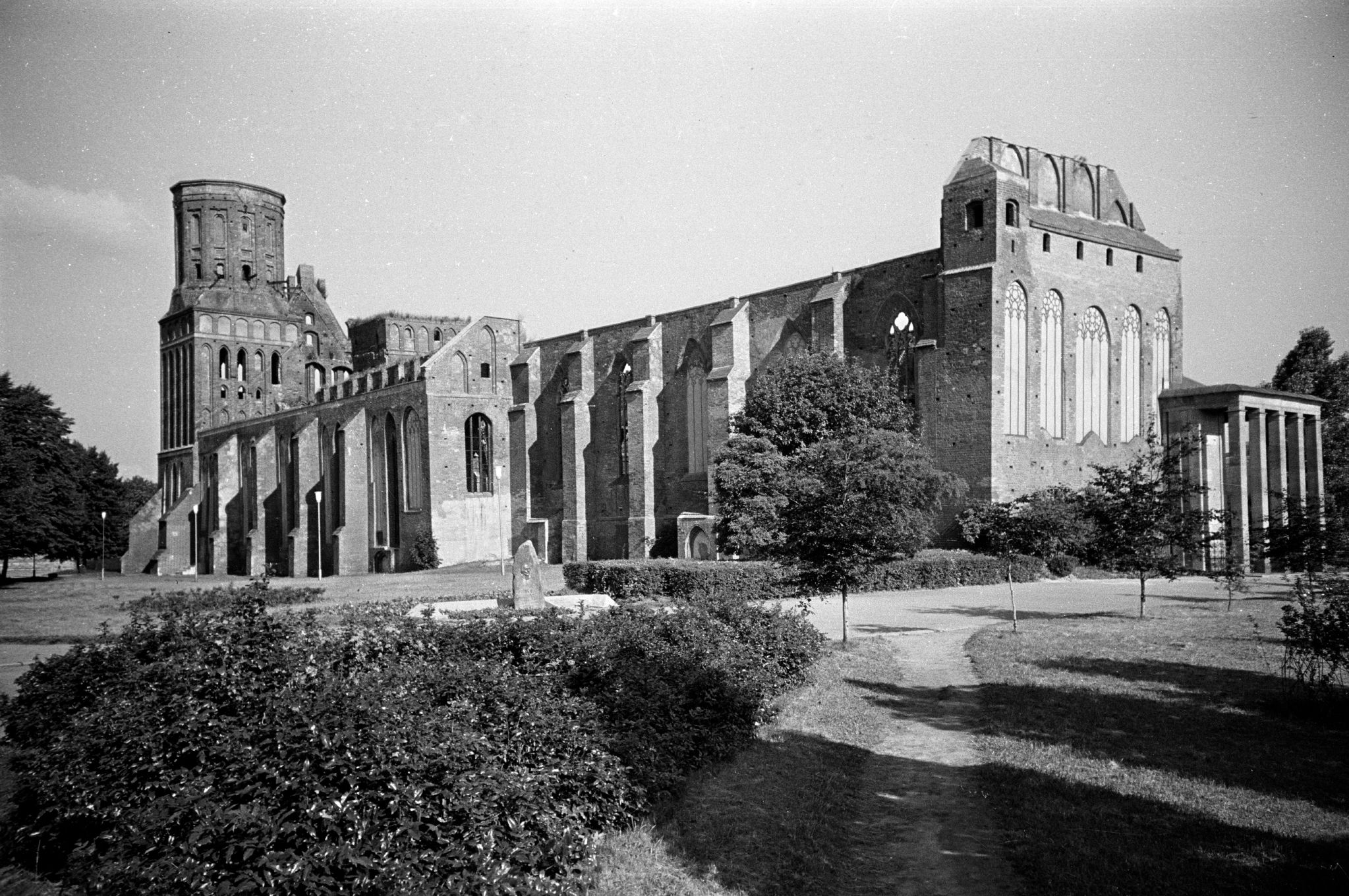
La cathédrale en ruine en 1988.

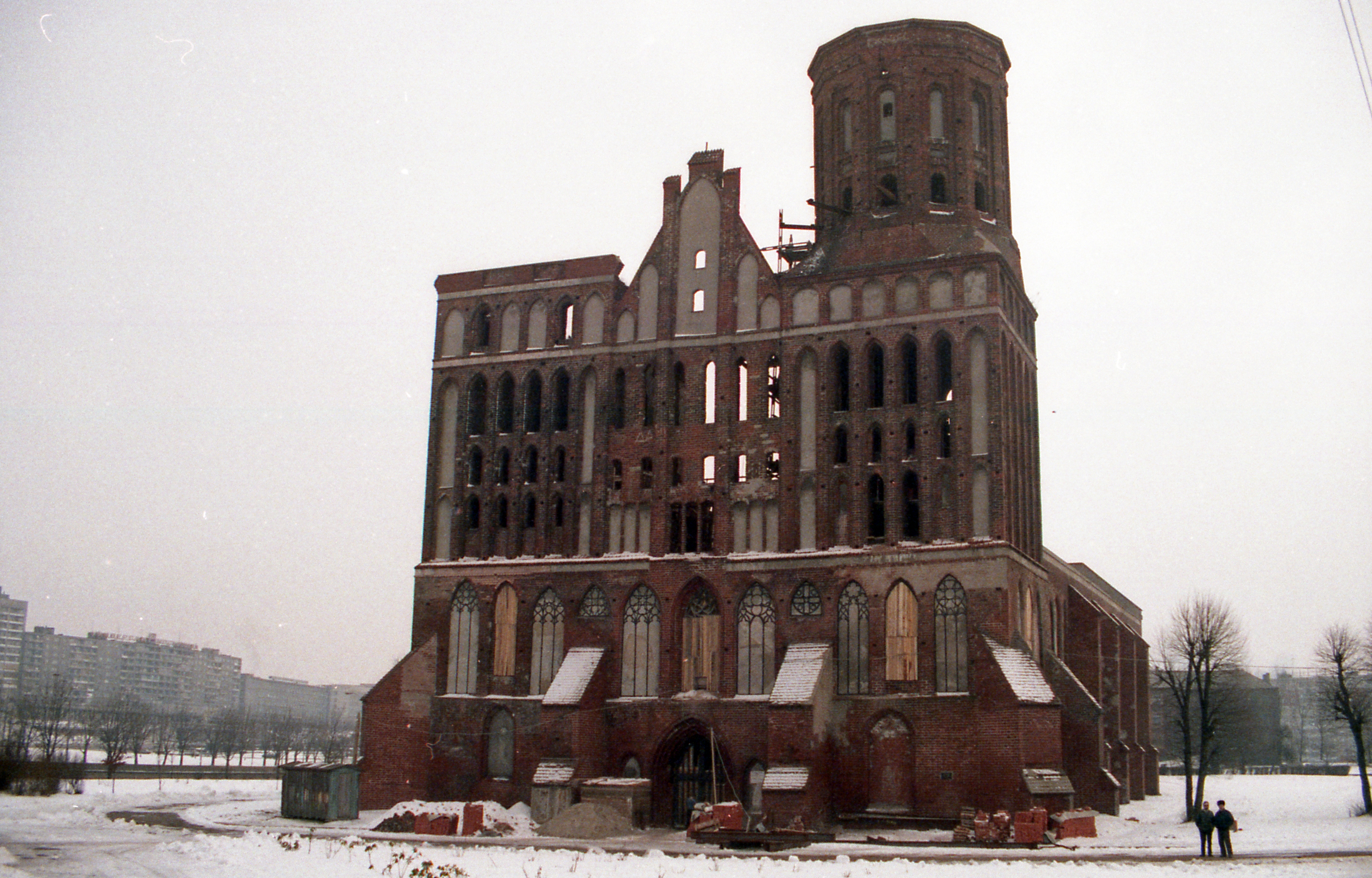
vue de la cathédrale en 1993

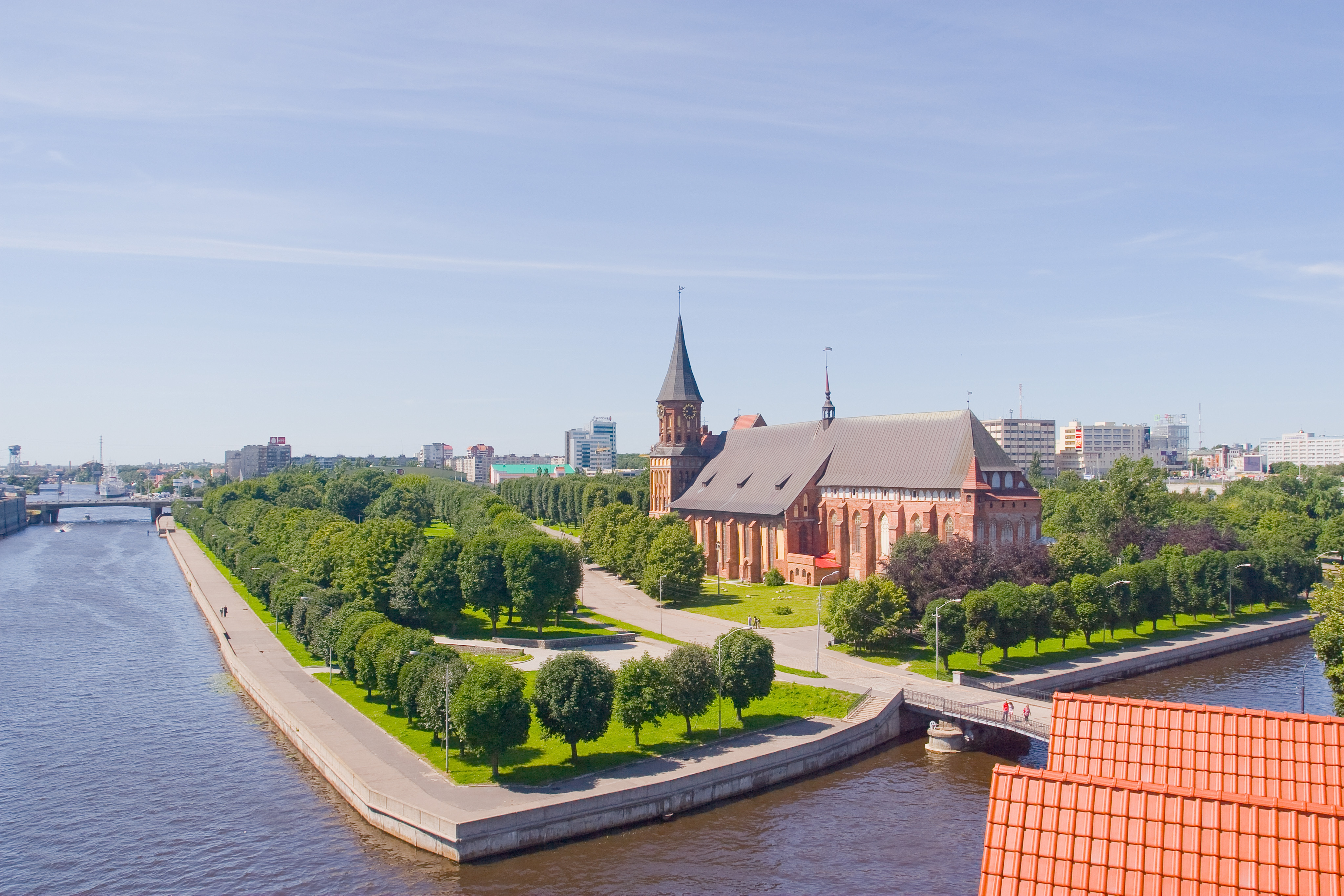
Vue actuelle de la cathédrale et de l'île de Kant.

### DuXIVesiècleà la Seconde Guerre mondiale
La première cathédrale, plus petite, était dans le sud-est de la vieille ville de Königsberg et a été construite entre 1297 et 1302.
La nouvelle cathédrale a été construite pour remplacer cette petite cathédrale. Johann Clare, évêque de Samland, a insisté pour la construction d'un bâtiment plus important. Ainsi la petite cathédrale située dans Altstadt a été démolie et les matériaux récupérés ont été utilisés pour construire la nouvelle cathédrale, sur l'île de Kneiphof.
On pense que la construction de la cathédrale sur l'île de Kneiphof a commencé en 1333. Le sol sur lequel a été construite la cathédrale était marécageux, donc des centaines de poteaux de chêne ont été mis dans le sol avant le début de la construction de la cathédrale. 
La date de « naissance » de la cathédrale est généralement datée du 13 septembre 1333. Après une période relativement courte, (de près de 50 ans), la construction de la cathédrale s'achève vers 1380. Les travaux sur les fresques intérieures ont duré jusqu'à la fin de XIVe siècle.
Le chœur contenait des peintures murales des XIVe et XVe siècles, et des sculptures gothiques en bois et de style Renaissance. La principale statue était celle sculptée par Cornelis Floris de Vriendt en 1570 et représentait Albert, duc de Prusse.
La cathédrale avait à l'origine deux flèches. Les flèches (une au nord et une au sud) en vis à vis au niveau de l'entrée (côté ouest) de la cathédrale. En 1544, les deux flèches ont été détruites par le feu. Le clocher sud a été reconstruit, mais la flèche nord a été remplacée par un toit à simple pignon. En 1640, une horloge a été installée sous le clocher reconstruit, et à partir de 1650 la bibliothèque Wallenrodt, donnée par Martin von Wallenrodt, était située sous le toit à deux versants.
En 1695, un orgue a été installé dans la cathédrale. Au XIXe siècle, l'orgue a été restauré puis renouvelé.
Albert, duc de Prusse, et certains de ses proches, ainsi que d'autres dignitaires, ont été enterrés dans la cathédrale.
Avant la Seconde Guerre mondiale, la cathédrale avait les dimensions suivantes :
- Longueur : 88,5 mètres.
- Hauteur au sommet de la tour sud :50,75 mètres.
- Hauteur de la nef : 32,14 mètres.

#### Photos et représentations de la cathédrale avant laSeconde Guerre mondiale

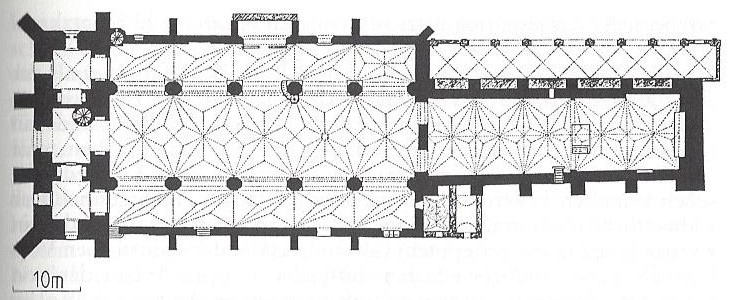
Dimension originale de la cathédrale.
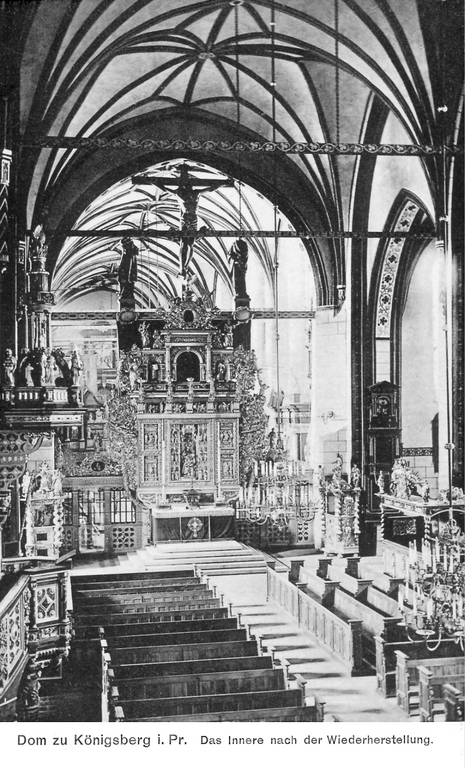
Intérieur de la cathédrale.
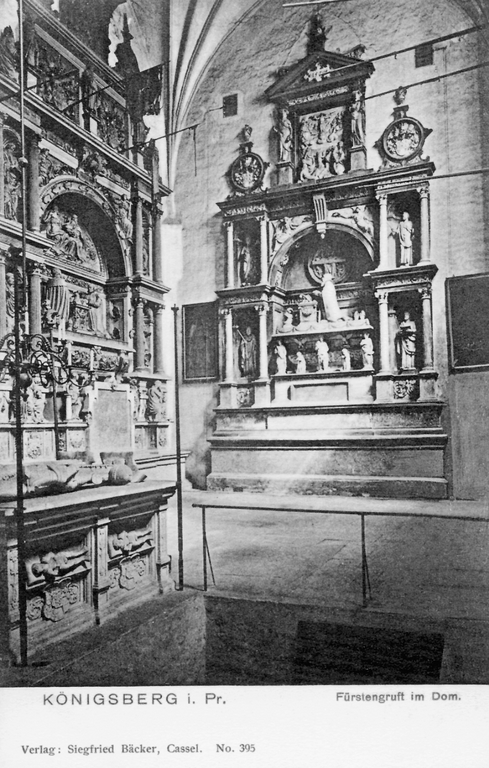
La tombe d'Albert, duc de Prusse.
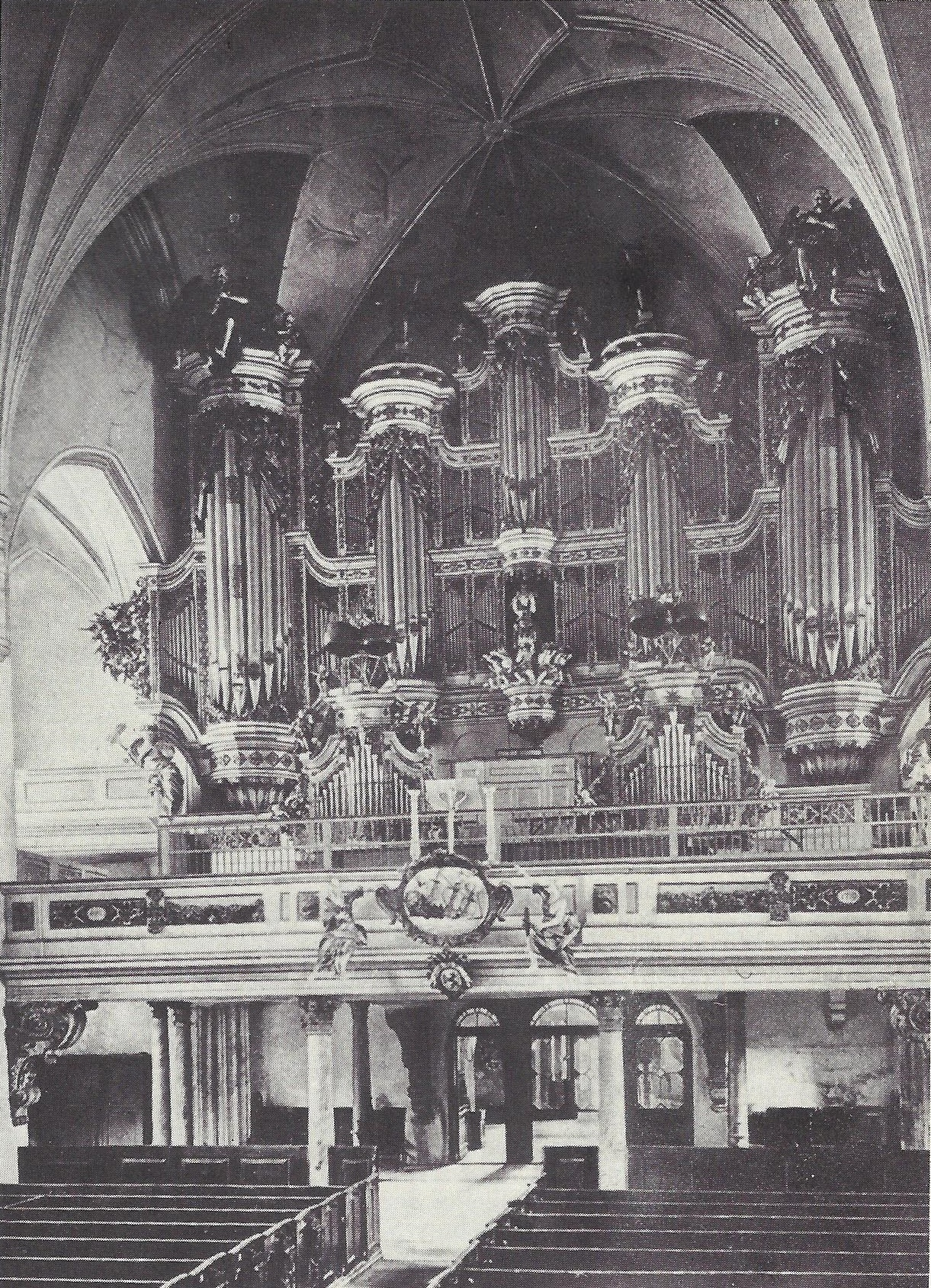
Orgue en 1944.

### Après la Seconde Guerre mondiale
Avant la guerre, l'île de Kneiphof possédait de nombreux bâtiments dont la première université Albertina située sur le côté est de la cathédrale, où Emmanuel Kant a enseigné de nombreuses années.
Pendant la Seconde Guerre mondiale, tous les bâtiments et les maisons situés sur l'île de Kneiphof ont été détruits, seule la cathédrale partiellement détruite en 1944 par les raids aériens alliés lors de la Seconde Guerre mondiale est restée après guerre en ruine comme une coquille vide et brûlée. 
Les ruines de la cathédrale n'ont pas subi le même sort que le Château de Königsberg (c'est-à-dire totalement rasées), parce que le philosophe Kant (précurseur du philosophe Georg Wilhelm Friedrich Hegel qui lui-même influença la pensée de Karl Marx) y était enterré. Ainsi, la tombe de Kant et la cathédrale sont devenus après 1945 le premier monument historique pour la population désormais russe de la nouvelle Kaliningrad.
L'île de Kneiphof, où elle est construite, est devenue un parc boisé sans aucune autre construction.
Durant la période communiste, en 1960 la cathédrale a reçu le statut de monument culturel, mais faute de volonté politique ou de moyens financiers aucun effort n'a été fait pour arrêter le déclin des ruines ou pour restaurer la cathédrale et la tombe du philosophe Kant. Dans les années 1976 et 1982 ont été réalisées des expériences de conservation qui sont aujourd'hui controversées.
Peu de temps après la dislocation de l'URSS, la ville de Kaliningrad a été ouverte aux étrangers au début des années 1990. Les touristes allemands sont les plus nombreux. Des investissements sont espérés. La cathédrale est le premier bâtiment historique de la ville à être reconstruit. Le travail a commencé en 1990 sous l'autorité de l'ingénieur en construction Igor Odintsov.

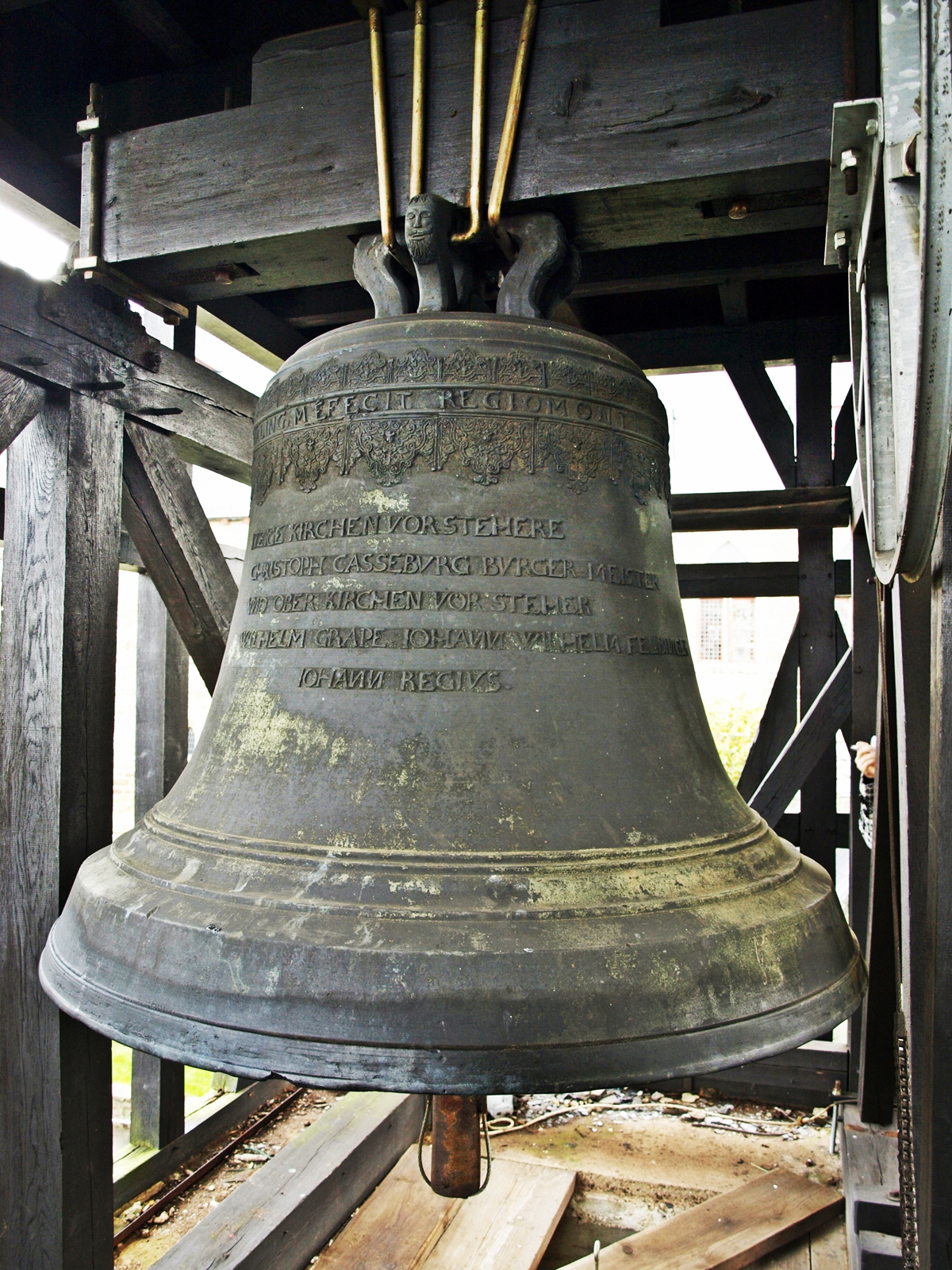
Cloche principale installée en 1995.

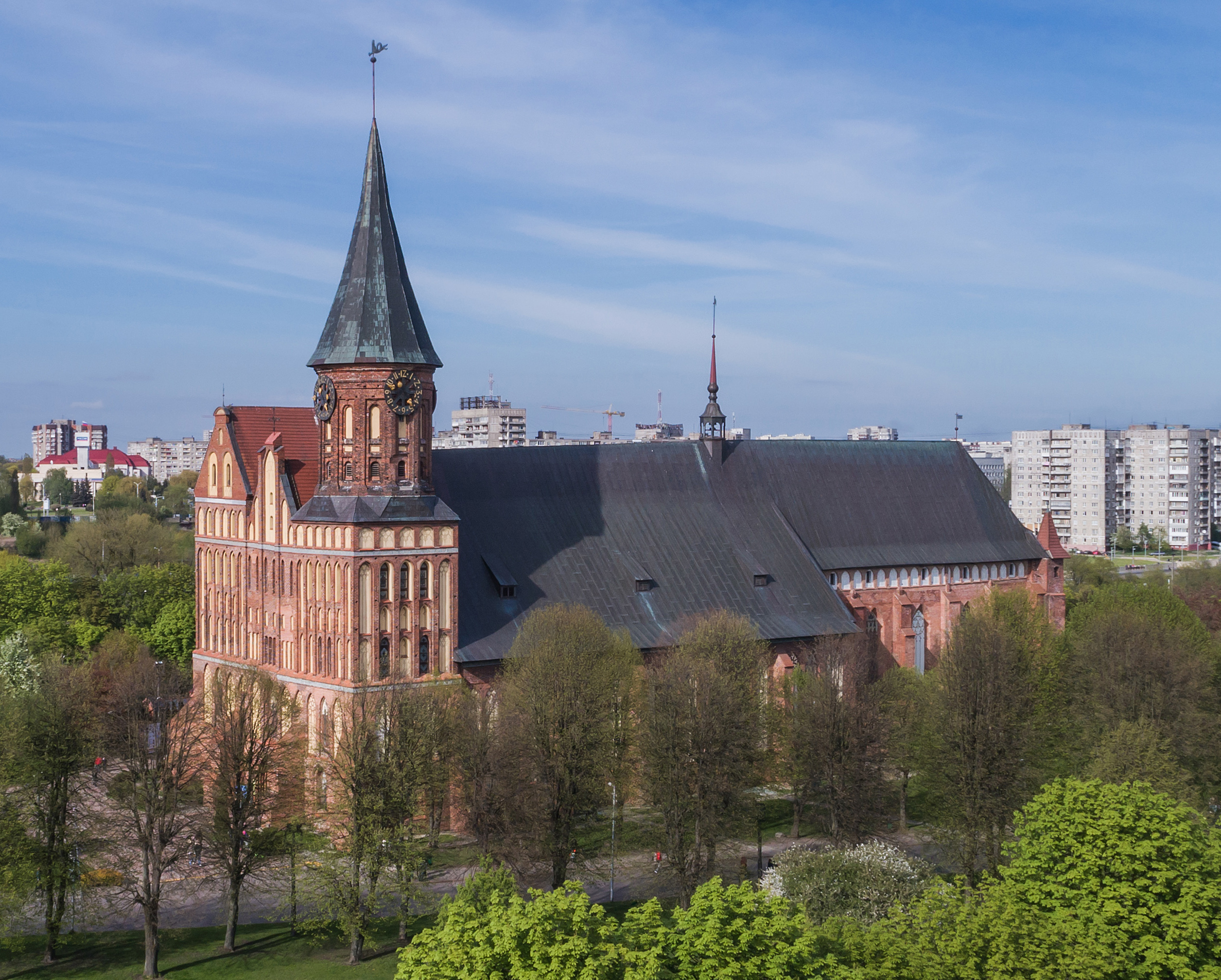
La cathédrale en 2017.

En 1994, un nouveau beffroi est mis en place à l'aide d'un hélicoptère. Ce clocher abrite quatre cloches coulées en 1995 (1 180 kg, 700 kg, 500 kg et 200 kg) qui sonnent tous les quarts d'heure en jouant les premières notes de la symphonie nº 5 de Beethoven suivis par un carillon qui indique l'heure. En 1995, une nouvelle horloge a été installée sur le clocher. Entre 1996 et 1998, le toit est reconstruit ainsi que les vitraux.
|  |

En 2008, la reconstruction du baptistère de 1596 est terminée. Après trois années de travail, la pierre tombale d'Anna et de Bogusław Radziwiłł a été reconstituée sur le mur nord en 2009. En tant que gouverneur et comme grand électeur, le prince lituanien Radziwiłł avait fait beaucoup pour la reconnaissance de l'église réformée de Königsberg.
En 2009, la plaque en marbre commémorant le margrave Albert Ier de Brandebourg-Ansbach a été restaurée et a été placée dans la crypte.
Aujourd'hui, la cathédrale possède deux chapelles, l'une luthérienne et l'autre orthodoxe, et abrite aussi un grand orgue remarquable et est également utilisée pour de nombreux concerts de musique classique.

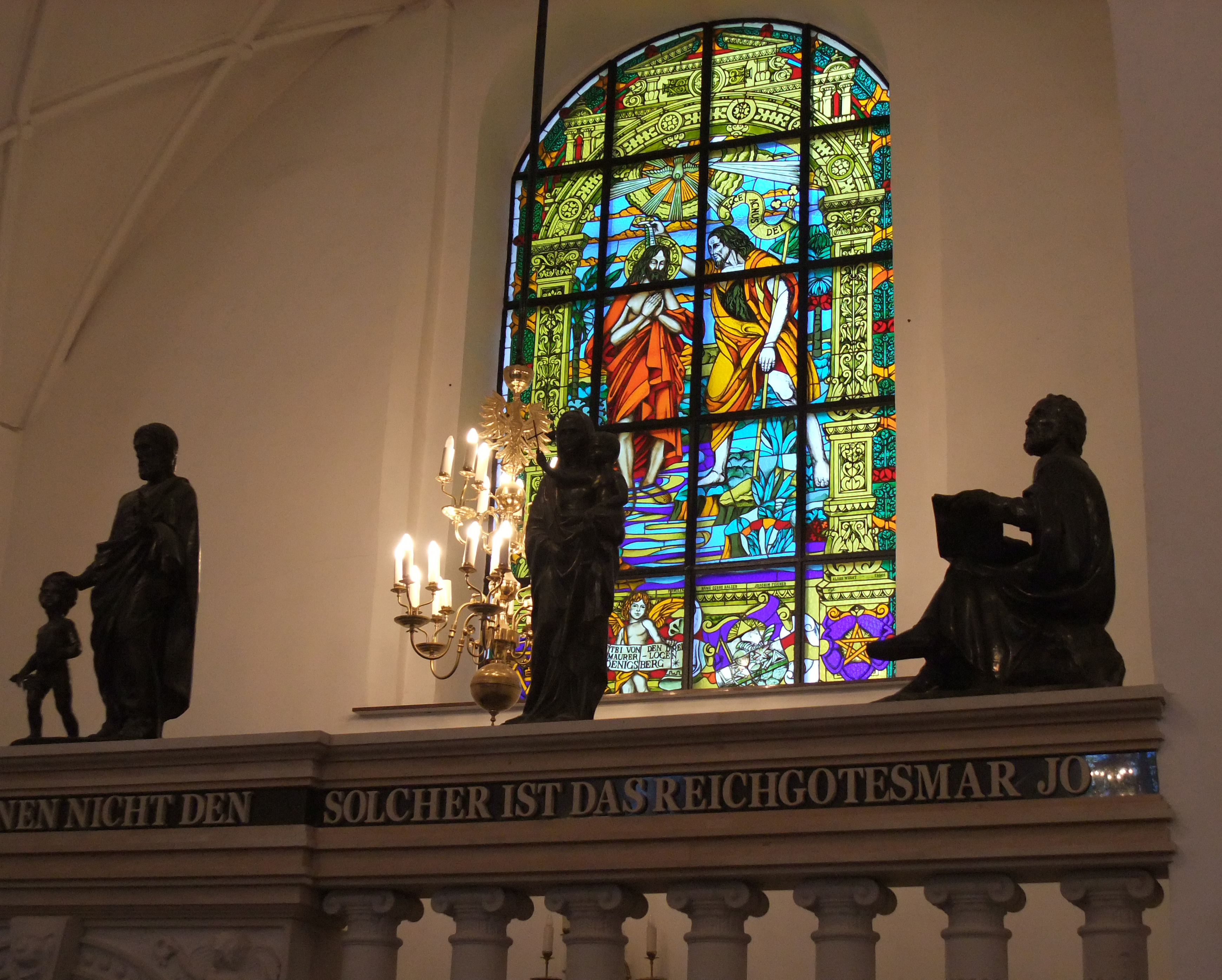
Vitraux restaurés.

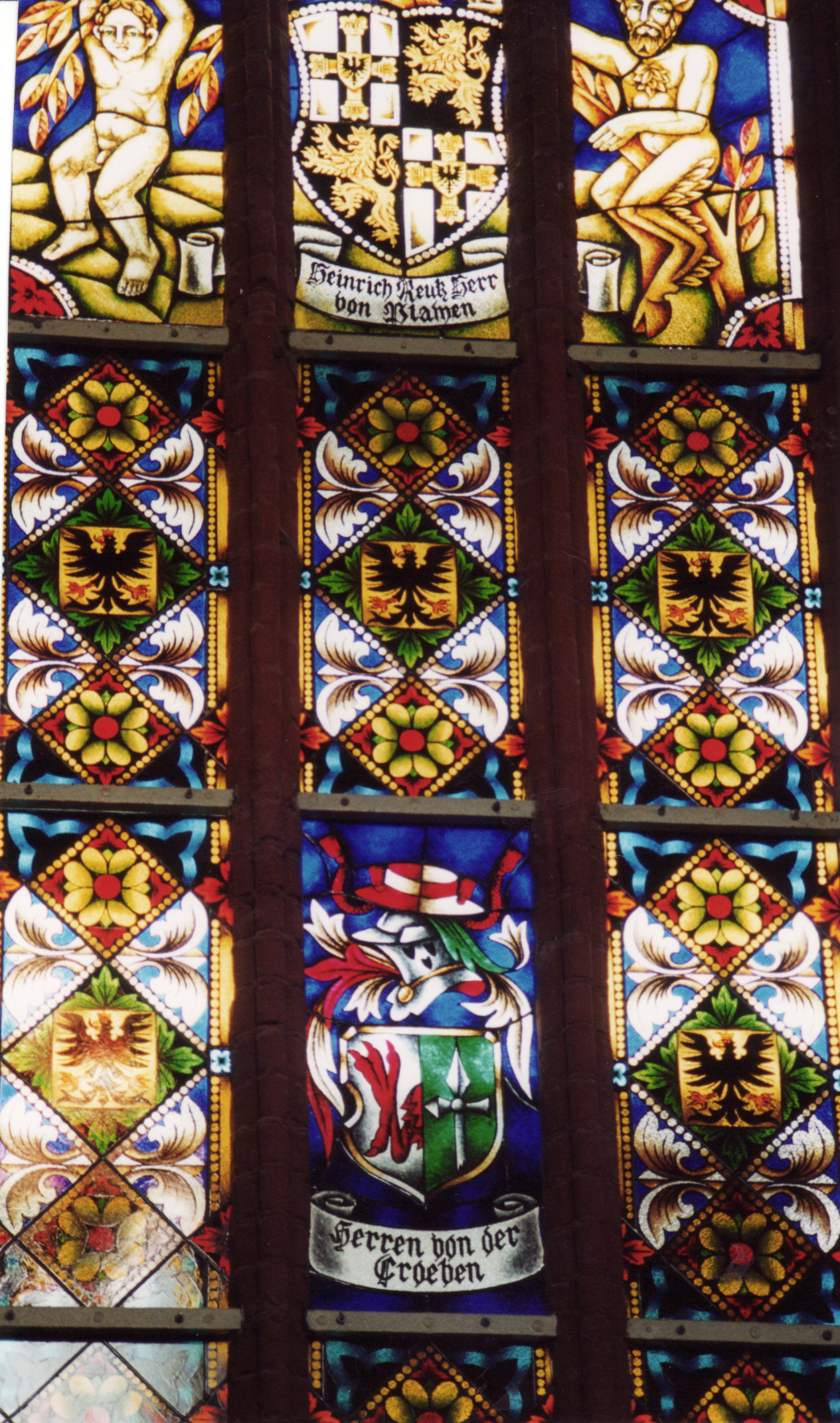
Vitraux restaurés.

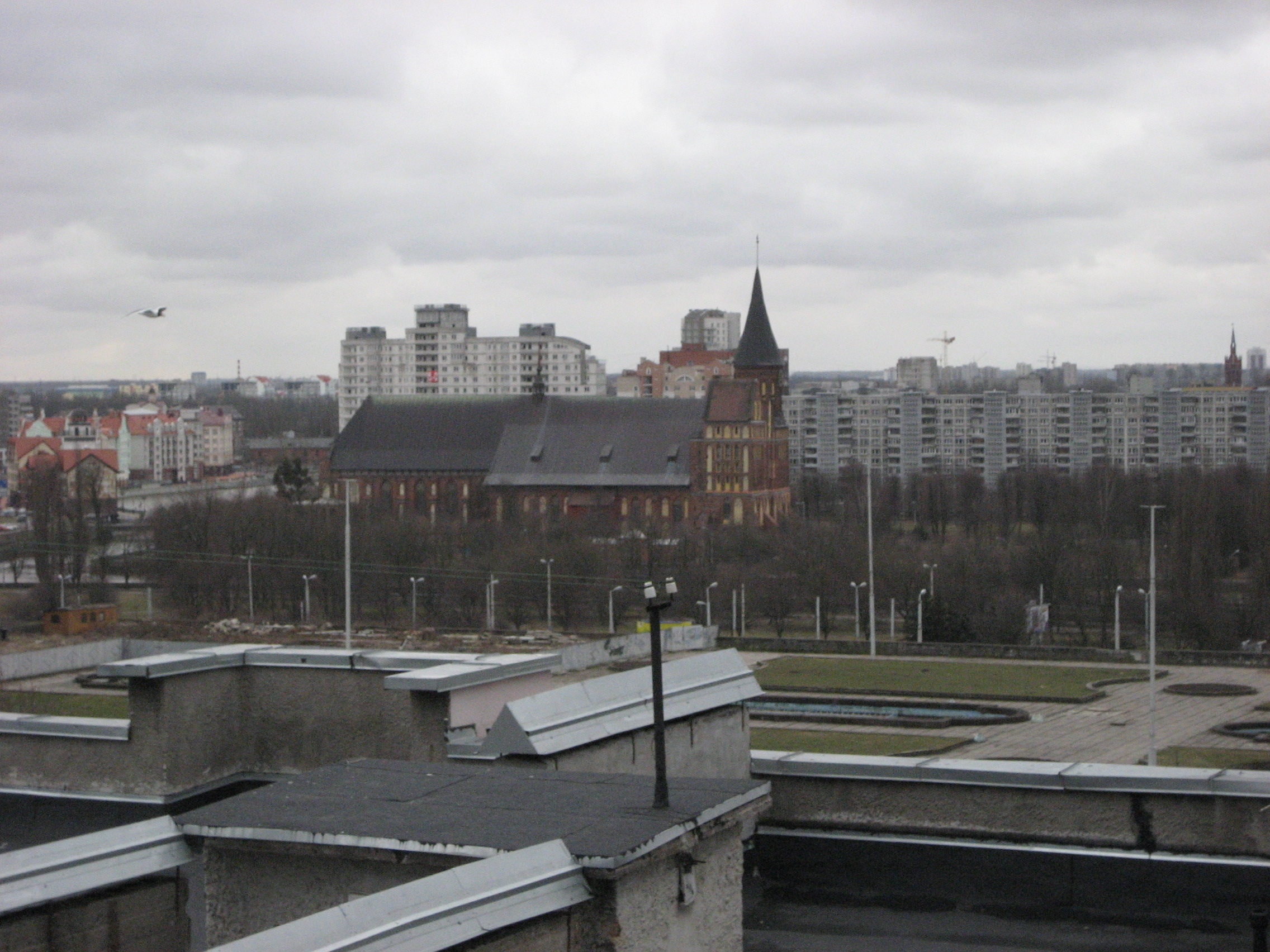
Nouvelle vue générale en 2009.

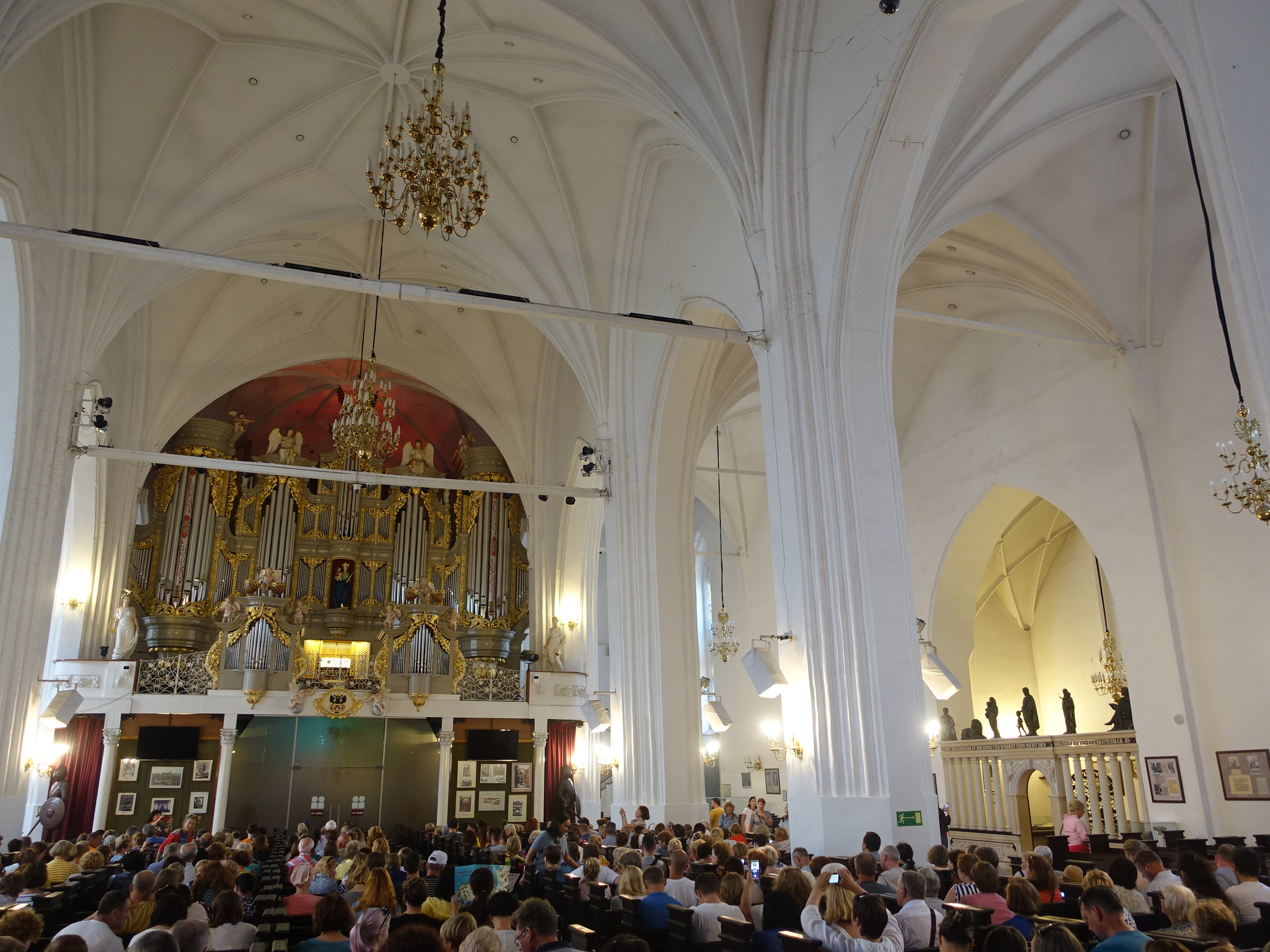
Concert dans la cathédrale en 2019

|  |

### Une cathédrale œcuménique
En 1519, la dernière messe catholique en latin a été célébrée dans la cathédrale.
Après quatre années, le 27 septembre 1523, Johann Briesmann a donné son premier sermon luthérien dans cette même cathédrale. Dès lors et jusqu'en 1945, la cathédrale est restée protestante.
Après la fin de la Seconde Guerre mondiale la région a été annexée par l'URSS et après la chute du régime communiste en 1990, une chapelle orthodoxe a été ouverte dans la cathédrale.
Le 7 mai 1995, le premier culte œcuménique a été tenu dans la cathédrale avec la participation des trois principales confessions chrétiennes.

## La tombe d'Emmanuel Kant
Un musée ainsi que la tombe du philosophe Emmanuel Kant sont attenants à la cathédrale.
Le tombeau du philosophe Emmanuel Kant, « le sage de Königsberg », est aujourd'hui situé dans un mausolée attenant au coin nord-est de la cathédrale. Le mausolée a été construit par l'architecte Friedrich Lahrs et a été terminé en 1924, à temps pour le bicentenaire de la naissance de Kant. À l'origine, Kant avait été enterré dans la cathédrale, mais en 1880 ses restes ont été déplacés à l'extérieur de la cathédrale pour être placés dans une chapelle de style néo-gothique attenante au coin nord-est de la cathédrale. Au fil des ans, la chapelle s'est délabrée, a été démolie et remplacée par un mausolée construit au même l'endroit. Ce mausolée est aujourd'hui la tombe d'Emmanuel Kant.
En 1995-1996, l'épitaphe inscrite sur la tombe de Kant a été restaurée. On peut y lire cette citation : « Deux choses remplissent mon âme avec émerveillement et une admiration toujours nouvelle et croissante ; surtout penser à elles : le ciel étoilé au-dessus de moi et la loi morale en moi ».

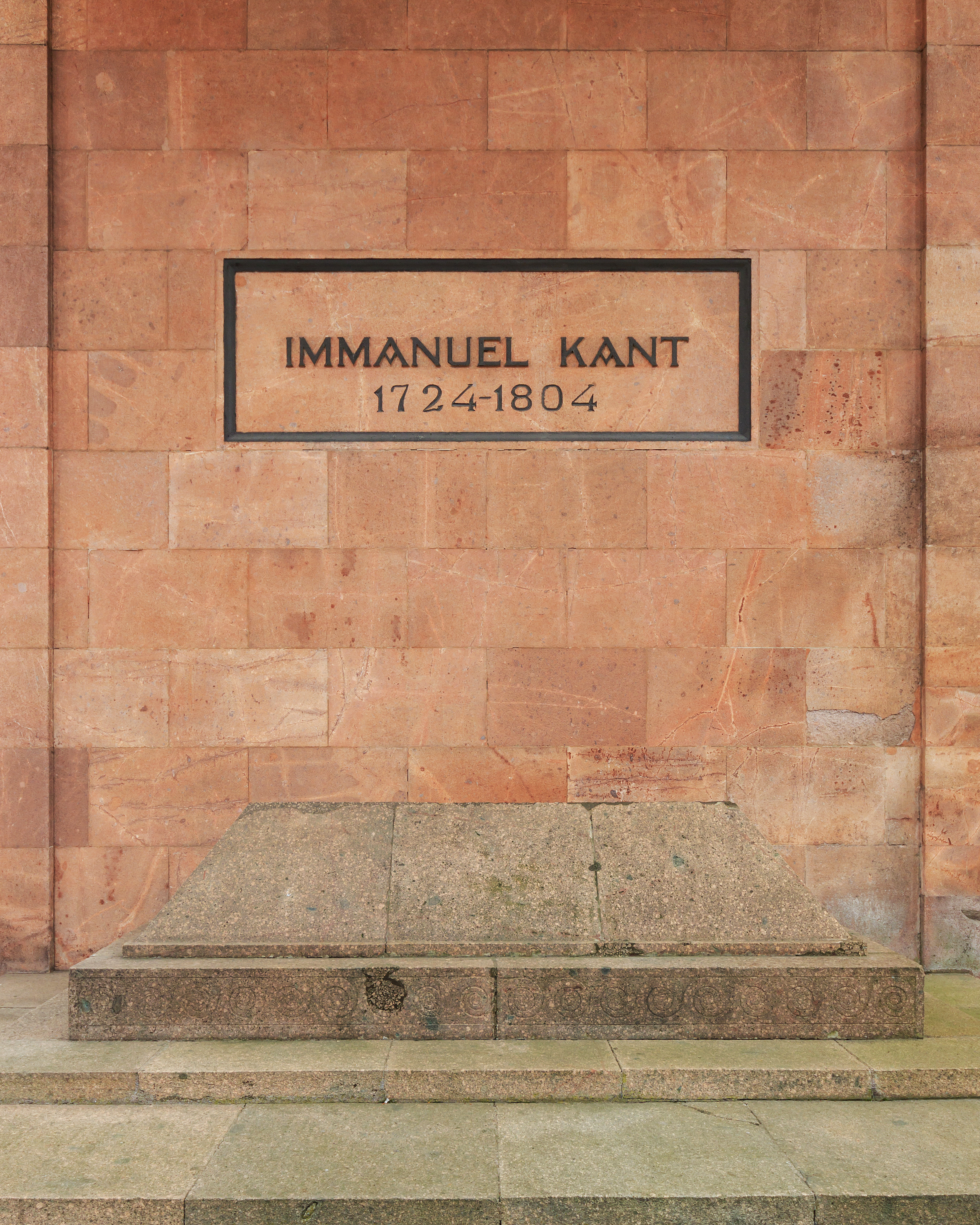
Tombe d'Emmanuel Kant attenante la cathédrale de Königsberg.

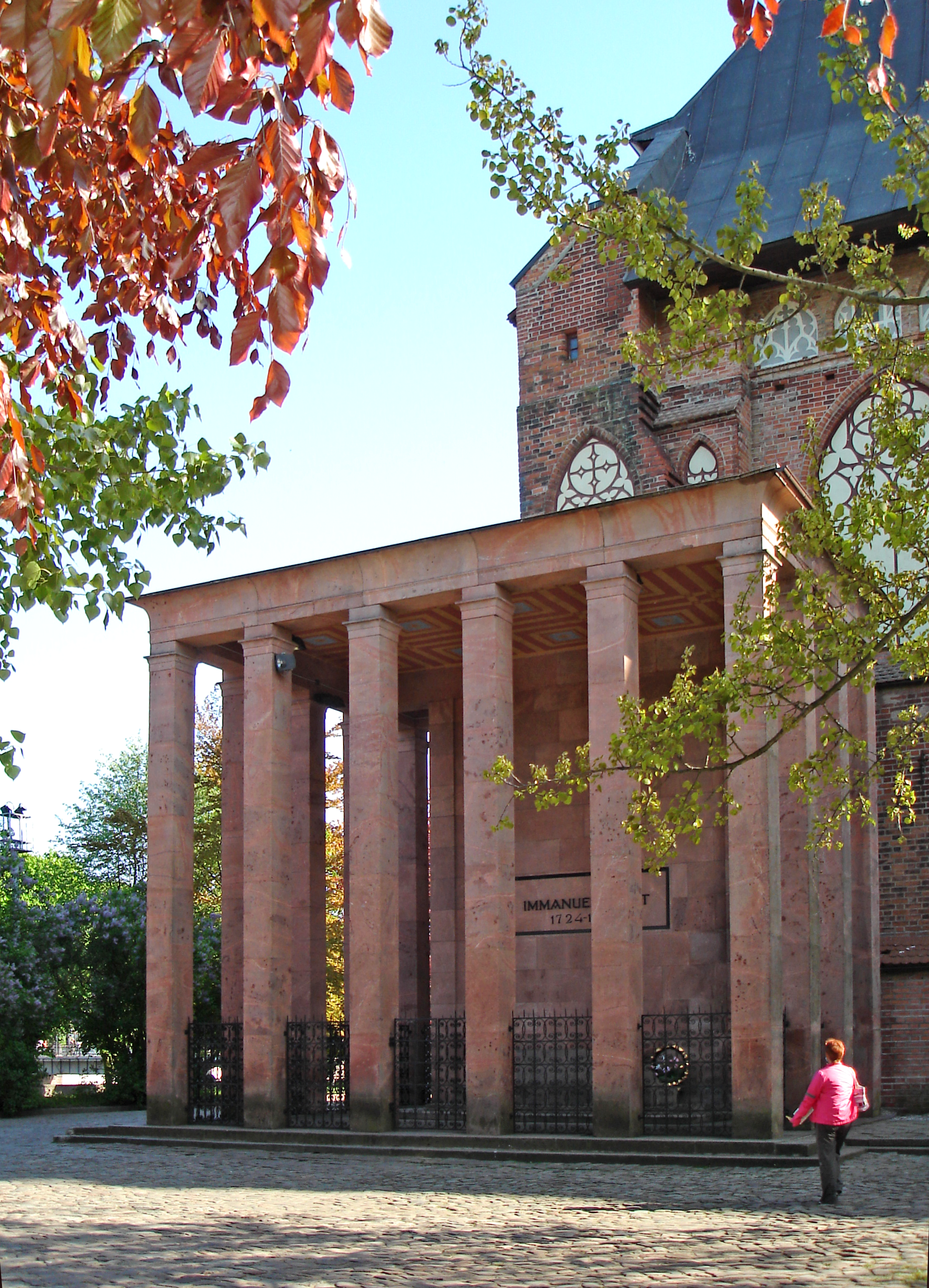
Vue du mausolée d'Emmanuel Kant.

## Liste des pasteurs protestants de la cathédrale de Königsberg
| - Johann Briesmann (de), 1523–1527 - Jacob Möller, 1527–1531 - Johann Briesmann, 1531–1546 - Peter Hegemon (de), 1546–1550 - Joachim Mörlin (de), 1550–1553 - Matthäus Vogel (de), 1554–1566 - Egidius Löbel, 1567–1568 - Benedict Morgenstern, 1568–1577 - Johannes Olearius (de), 1577–1578 - Sebastian Artomedes (de), 1579–1603 - Andreas Pouchenius (de), 1603–1613 - Georg Mylius (de), 1613–1626 - Cölestin Myslenta (de), 1626–1653 - Jacob Bolius, 1654–1670 - Jakob Sahme (de), 1673–1680 - Melchior Zeidler (de), 1681–1686 - Gottfried Stein, 1687–1695 | - Paul Pomian Pesarovius, 1696–1707 - Bernhard von Sanden le Jeune (de), 1707–1709 - Michael Schreiber (de), 1709–1717 - Christian Masecovius (de), 1717–1732 - Georg Friedrich Rogall, 1731–1733 - Leberecht Cleinow (de), 1734–1762 - Theodor Christoph Lilienthal (de), 1763–1782 - Johann Hartmann Christoph Gräf (de), 1783–1820 - Carl Heinrich Friedrich Giehlow, 1825–1828 - August Rudolf Gebser (de), 1829–1857 - Edmund Alexander Sondermann, 1857–1876 - Felix Kretschmar, 1876–1886 - Carl August Joh. F. Schlecht, 1886–1897 - Eugen Borgius, 1898–1908 - Johannes Paul Quandt (de), 1909–1933 - Fritz Ewald Quitschau, 1934–1942 - Ernst Bronisch-Holtze, 1942–1944 |

## Livres consacrés à la cathédrale
- Michael Lilienthal (de): Historische Beschreibung Des Thums, Oder der Cathedral-Kirchen, Der Stadt Kneiphoff-Königsberg, Königsberg, 1716
- August Rudolf Gebser (de), August Hagen: Geschichte der Domkirche zu Königsberg und des Bisthums Samland, mit einer ausführlichen Beschreibung der Reformation im Herzogthum Preußen. Königsberg, 1835
- Walter Eschenbach (de): Die neue Orgel in der Dom- und Kathedralkirche zu Königsberg i.Pr, erbaut von P. Furtwängler & Hammer, Hannover. Königsberg i. Pr., 1928
- Fritz Gause: Die Geschichte der Stadt Königsberg in Preußen. 3 Bände, Köln 1996,
- Manfred Gerner (de), Igor Alexandrowitsch Odinzow (de): Der Königsberger Dom. Zentrum Handwerk und Denkmalpflege, 1998,  (ISBN 3-931991-21-0)
- Anatolij Bachtin und Gerhard Doliesen: Vergessene Kulturen: Kirchen in Nord-Ostpreußen. Ost-Akademie Lüneburg, Husum-Verlag,  (ISBN 3-88042-849-2)
- Lorenz Grimoni (de): 675 Jahre Königsberger Dom. Königsberger Bürgerbrief Nr. 71 (2008), S. 31–38
- Eberhard Neumann-Redlin von Meding, M. Schuke: Schuke-Orgel im „Königsberger Dom“ nach dem Vorbild der Mosengel-Orgel von 1721, in: Königsberger Bürgerbrief Nr. 71 (2008), S. 39–42

## La cathédrale dans la philatélie et la numismatique
- En 2005, un timbre-poste a été publié pour célébrer le 750e anniversaire de Kaliningrad. Il représente plusieurs monuments de la ville, dont la cathédrale.
- La cathédrale est représentée sur l'avers d'une pièce d'une série commémoratives (d'une valeur de 10 roubles) appelées « Villes anciennes de la Russie ». Cette série de pièces a été publiée à environ cinq millions d'exemplaires en 2005. À noter que sur la pièce la cathédrale est représentée sans toit mais avec son clocher restauré, ce qui situe cette vue entre 1994 et 1996.

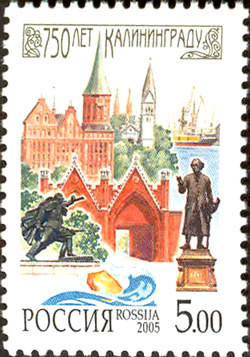
Timbre russe, 2005.
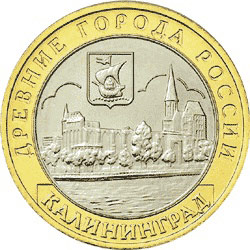
Pièce de 10 roubles, 2005.